# Alejandro Strático
Alejandro R. Strático (ur. 17 marca 1961) – argentyński judoka. Olimpijczyk z Los Angeles 1984, gdzie zajął osiemnaste miejsce w kategorii 86 kg.
Brązowy medalista igrzysk panamerykańskich w 1983 i mistrzostw panamerykańskich w 1978 roku.
Jego brat Óscar Strático był judoką i zapaśnikiem, olimpijczykiem z Montrealu 1976 i Los Angeles 1984.